# Saint-Cybranet
Saint-Cybranet (okzitanisch: Sent Cibranet) ist eine französische Gemeinde mit 373 Einwohnern (Stand: 1. Januar 2022) im Département Dordogne in der Region Nouvelle-Aquitaine (vor 2016 Aquitaine). Sie gehört zum Arrondissement Sarlat-la-Canéda und zum Kanton Vallée Dordogne.

## Geografie

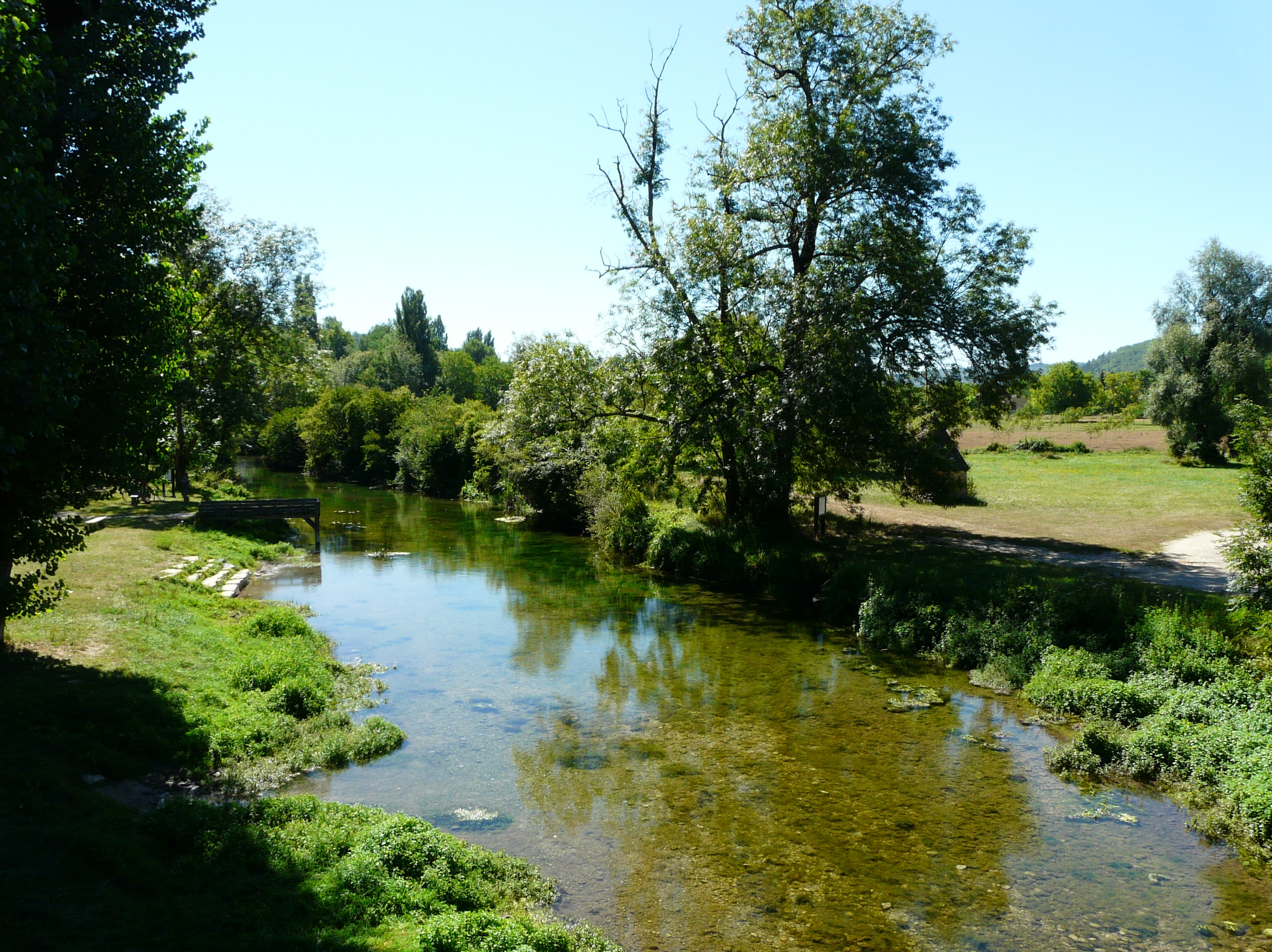
Der Fluss Céou bei Saint-Cybranet

Saint-Cybranet liegt am Déou, etwa 49 Kilometer ostsüdöstlich von Bergerac. 
Nachbargemeinden sind Castelnaud-la-Chapelle im Westen und Norden, Cénac-et-Saint-Julien im Nordosten und Osten, Daglan im Südosten und Süden sowie Saint-Laurent-la-Vallée im Südwesten.

## Bevölkerungsentwicklung
| Jahr                       | 1962 | 1968 | 1975 | 1982 | 1990 | 1999 | 2006 | 2019 |
| -------------------------- | ---- | ---- | ---- | ---- | ---- | ---- | ---- | ---- |
| Einwohner                  | 288  | 277  | 273  | 280  | 310  | 350  | 368  | 368  |
| Quellen: Cassini und INSEE |      |      |      |      |      |      |      |      |

## Sehenswürdigkeiten
- Kirche Saint-Marc aus dem 14. Jahrhundert
- Garten von L'Albarède, 1990 entstanden

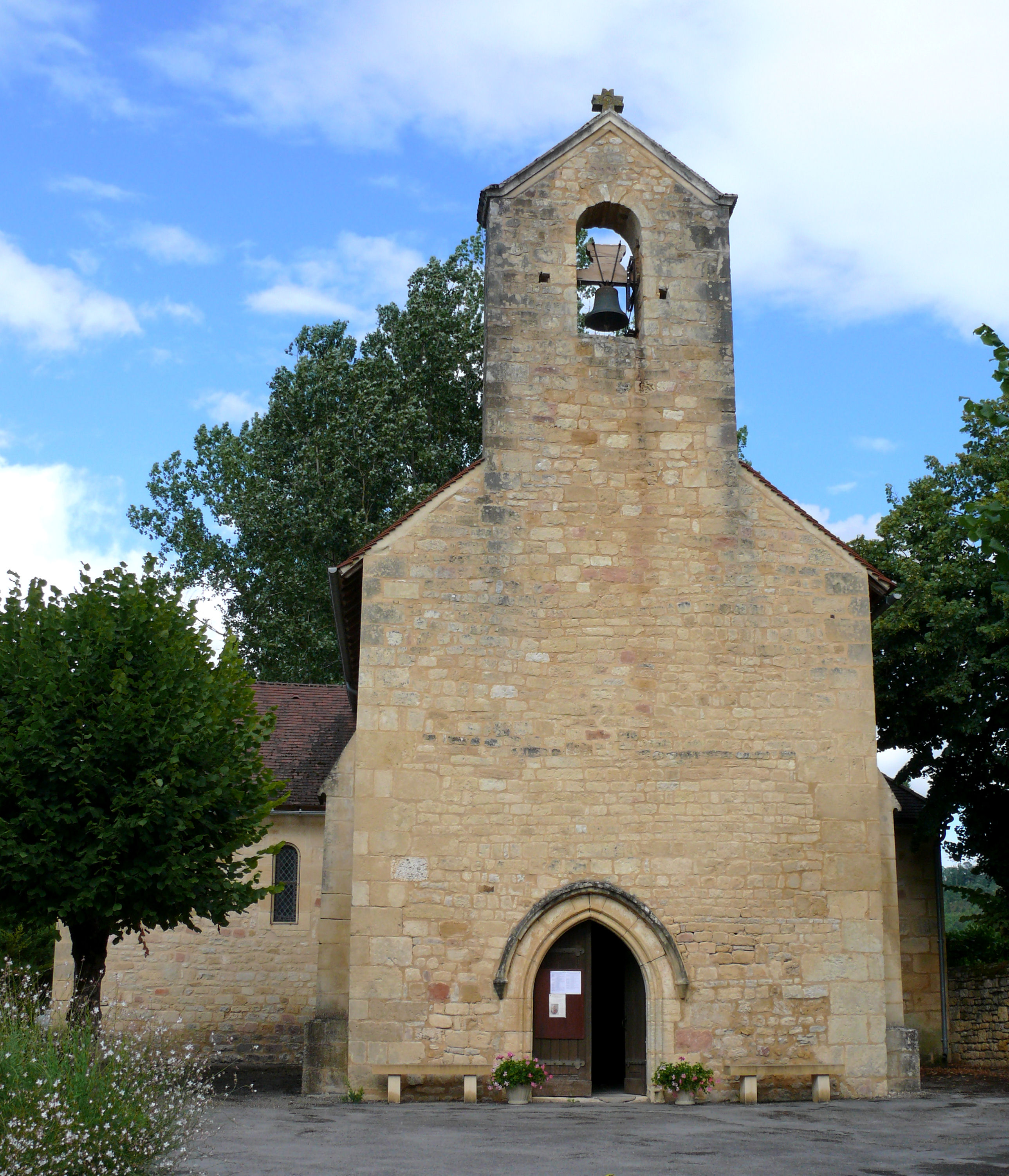
Kirche Saint-Marc